# Selenocisteină
Selenocisteina (simbol Sec sau U) este un aminoacid proteinogen. Este răspândită în organismele vii în structura proteinelor ce conțin seleniu, denumite selenoproteine. Este un analog al cisteinei, în locul atomului de sulf regăsindu-se un atom de seleniu (o grupă selenol în locul unei grupe tiol).